# Parsons (Tennessee)
Pour les articles homonymes, voir Parsons.
Parsons est une municipalité américaine située dans le comté de Decatur au Tennessee. Lors du recensement de 2010, Parsons compte 2 373 habitants, faisant d'elle la principale ville du comté.

## Géographie
Selon le Bureau du recensement des États-Unis, la municipalité s'étend sur 4,14 milles carrés (10,72 km2).

## Histoire
La localité de Partinville est fondée dans les années 1880 par George Washington Partin. En 1889, le chemin de fer traverse la région mais évite Partinville. Un nouveau bourg est alors créé sur les terres de Henry Myracle à proximité du chemin de fer : Parsons. Celle-ci est probablement nommée en l'honneur du beau-fils de Myracle, Dock Parsons. En 1897, le bureau de poste de Partinville rejoint officiellement Parsons, qui devient une municipalité en 1913.
L'hôtel John P. Rains, construit en briques en 1898, est inscrit au Registre national des lieux historiques. L'hôtel est le plus ancien bâtiment commercial de la ville, les autres commerces du XIXe siècle ayant été détruits par plusieurs incendies.